# Gādarwāra
Gādarwāra är en ort i Indien.   Den ligger i distriktet Narsimhapur och delstaten Madhya Pradesh, i den centrala delen av landet, 700 km söder om huvudstaden New Delhi. Gādarwāra ligger 339 meter över havet och antalet invånare är 41 420.
Terrängen runt Gādarwāra är mycket platt. Runt Gādarwāra är det tätbefolkat, med 276 invånare per kvadratkilometer. Gādarwāra är det största samhället i trakten. Trakten runt Gādarwāra består till största delen av jordbruksmark.